# Syntormon
Syntormon is een vliegengeslacht uit de familie van de slankpootvliegen (Dolichopodidae).

## Soorten
- S. abbreviatus Becker, 1918
- S. affinis (Wheeler, 1899)
- S. aulicum (Meigen, 1824)
- S. bicolorellum (Zetterstedt, 1843)
- S. bisinuatum Van Duzee, 1925
- S. californicum Harmston, 1951
- S. cinereiventris (Loew, 1861)
- S. clavatum Van Duzee, 1925
- S. codinai Parent, 1924
- S. denticulatum (Zetterstedt, 1843)
- S. dissimilipes Van Duzee, 1925
- S. dobrogicum Parvu, 1985
- S. femoratum Van Duzee, 1925
- S. filiger Verrall, 1912
- S. freymuthae Loew, 1873
- S. fuscipes (von Roser, 1840)
- S. giordanii Negrobov, 1974
- S. kennedyi Harmston and Knowlton, 1942
- S. luteicorne Parent, 1927
- S. macula Oldenberg, 1927
- S. metathesis (Loew, 1850)
- S. mikii Strobl, 1899
- S. monile (Haliday, 1851)
- S. mutillatum Becker, 1918
- S. myklebusti Harmston and Miller, 1966
- S. nubilum Van Duzee, 1933
- S. oregonensis Harmston and Knowlton, 1942
- S. ornatipes Van Duzee, 1925
- S. palmaris (Loew, 1864)
- S. pallipes (Fabricius, 1794)

- S. pennatum Ringdahl, 1920
- S. praeteritum (Parent, 1929)
- S. pseudospicatum Strobl, 1899
- S. pumilum (Meigen, 1824)
- S. punctatum (Zetterstedt, 1843)
- S. setosum Parent, 1938
- S. silvianum Parvu, 1989
- S. simplicitarse Van Duzee, 1925
- S. strataegus (Wheeler, 1899)
- S. subinermis (Loew, 1869)
- S. submonile Negrobov, 1975
- S. sulcipes (Meigen, 1824)
- S. tabarkae Becker, 1918
- S. tarsatum (Fallen, 1823)
- S. triangulipes Becker, 1902
- S. tricoloripes Curran, 1923
- S. uintaensis Harmston and Knowlton, 1940
- S. utahensis Harmston and Knowlton, 1942
- S. vanduzeei Curran, 1931
- S. variegatum Harmston, 1952
- S. zelleri (Loew, 1850)